# بيناماوريل
بلدية بناء مَوْرَال أو ابن أو بنو أو بِنى أو بني مورال أو (نقحرة: بيناماوريل) (بالإسبانية: Benamaurel) هي بلدية تقع في مقاطعة غرناطة التابعة لمنطقة أندلسية جنوب إسبانيا.

## الديموغرافيا
بلغ عدد سكان بلدية بناء مورال 2.471 نسمة عام 2011 (وفقاً للمعهد الوطني الإسباني للإحصاء).
| 2.507 | 2.420 | 2.337 | 2.323 | 2.382 | 2.417 | 2.471 |